# Alta subtropical do Pacífico Sul

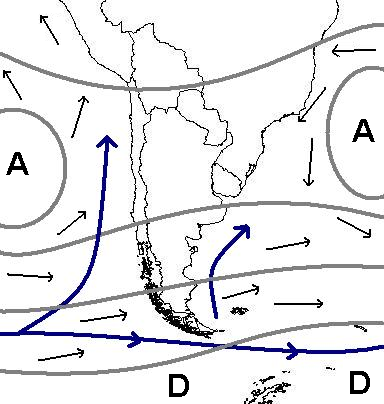
Na imagem ao lado oeste de América do Sul está o anticiclone do Pacífico Sul indicado com uma "A". Do outro lado do Cone Sul, na costa do Brasil, está o Anticiclone do Atlântico Sul.

O anticiclone do Pacífico Sul , também denominado Anticiclone do Pacífico Sul Oriental ou ainda Alta Subtropical do Pacífico Sudeste (ASPS), é um anticiclone ou centro de alta pressão atmosférica que está situado a sudeste do oceano Pacífico, em frente à costa do Chile, mar adentro, situado a aproximadamente a 35° S e 110° O. Forma uma crista subtropical cuja atividade é fundamental para definir em grande parte o clima de Chile e do Peru, impulsionando os ventos alisios secos que se deslocam constantemente em direção de sul a norte, sobre o mar e paralelos à costa. Sua influência atinge também o Equador, Bolívia e Argentina.
O anticiclone do Pacífico Sul é o responsável pelo clima árido extremo que abrange desde o deserto do Pacífico, o qual está situado no norte do Chile (deserto de Atacama) até a costa do Peru (deserto costeiro). Este sistema de alta pressão faz um papel importante como impulsor dos ventos alísios do Pacífico do sudeste, também como impulsor da corrente de Humboldt e como um dos elementos do padrão climático El Niño-Oscilação do Sul (ENSO).

## Variabilidade
O anticiclone é semipermanente e extremamente seco, com grande estabilidade atmosférica e possui deslocamento estacional de seu centro entre 25 e 35° de latitude sul. Este movimento está relacionado com a dinâmica do clima mediterráneo chileno, porque durante o verão ocorre a temporada seca ao centro de Chile, estendendo sua influência mais ao sul de Chiloé e para os Andes; enquanto atua para o norte no inverno conforme se move, levando a temporada seca até os Andes peruanos, na Costa de Equador e nas ilhas Galápagos.
A variabilidade estacional deste anticiclone tem mostrado ser semianual, com intensidade máxima em fevereiro e em outubro. A posição mais austral localizou-se durante o verão (fevereiro e março) a 37° S 108° O aproximadamente, enquanto a posição para o norte observou-se em maio a ~26°S e ~86° O ficando mais próximo do continente.
Também se observou uma variabilidade interanual e decadal (ou interdecadal), que se relaciona com a Oscilação Decadal do Pacífico (ODP), a qual é um padrão climático que atua no Pacífico Norte; existindo uma forte correlação tanto na intensidade, como na posição de ambos os fenômenos. Por exemplo, quando a intensidade do anticiclone se torna evidente, a ODP fica em sua fase fria e vice-versa.